# Вейс, Рихард
Ри́хард Вейс (венг. Weisz Richárd; 30 апреля 1879, Будапешт — 4 декабря 1945, Будапешт) — венгерский греко-римский борец, чемпион летних Олимпийских игр 1908.
На Играх 1908 в Лондоне Вейс соревновался в весовой категории свыше 93,0 кг. Он выиграл все свои три встречи и стал чемпионом, получив золотую медаль.